# Дворянський позиковий банк
Дворянський позиковий банк — перший у Росії банк. Заснований у 1754 указом Єлизавети Петрівни для надання позик представникам дворянського стану. У 1786 перетворений на Державний позиковий банк.
Банк був утворений за Указом від 13 травня 1754, опублікованому 23 червня 1754. Спочатку банк надавав позички розміром до 10 000 під 6%. Початковий капітал банку становив 750 000 рублів. Під час правління Катерини II капітал збільшено до 6 млн рублів.
З 1756 почав надавати позики дворянам-землевласникам Ліфляндії та Естляндії, з 1776 - білоруським, а з 1783 - малоросійським дворянам. Більшість цих позик не було повернено, що призвело до втрати капіталу банку та втрати вкладів осіб та установ, які довірили йому вільні кошти.
В 1769 капітал Дворянського позикового банку поповнений Асигнаційним банком на суму в 300 000 рублів. Надалі Асигнаційний банк продовжував поповнювати капітал Дворянського банку до закриття останнього. Починаючи з 1770 почав приймати вклади з виплатою до 5% річних.
За Катерини II банк займав будівлю Пробірної палати, знесену в 2008. У 1782 передані пасиви Купецького банку, що припинив існування.
Ліквідовано в 1786, капітали передано у Державний позиковий банк.